# Orquestra Filharmònica de Zagreb

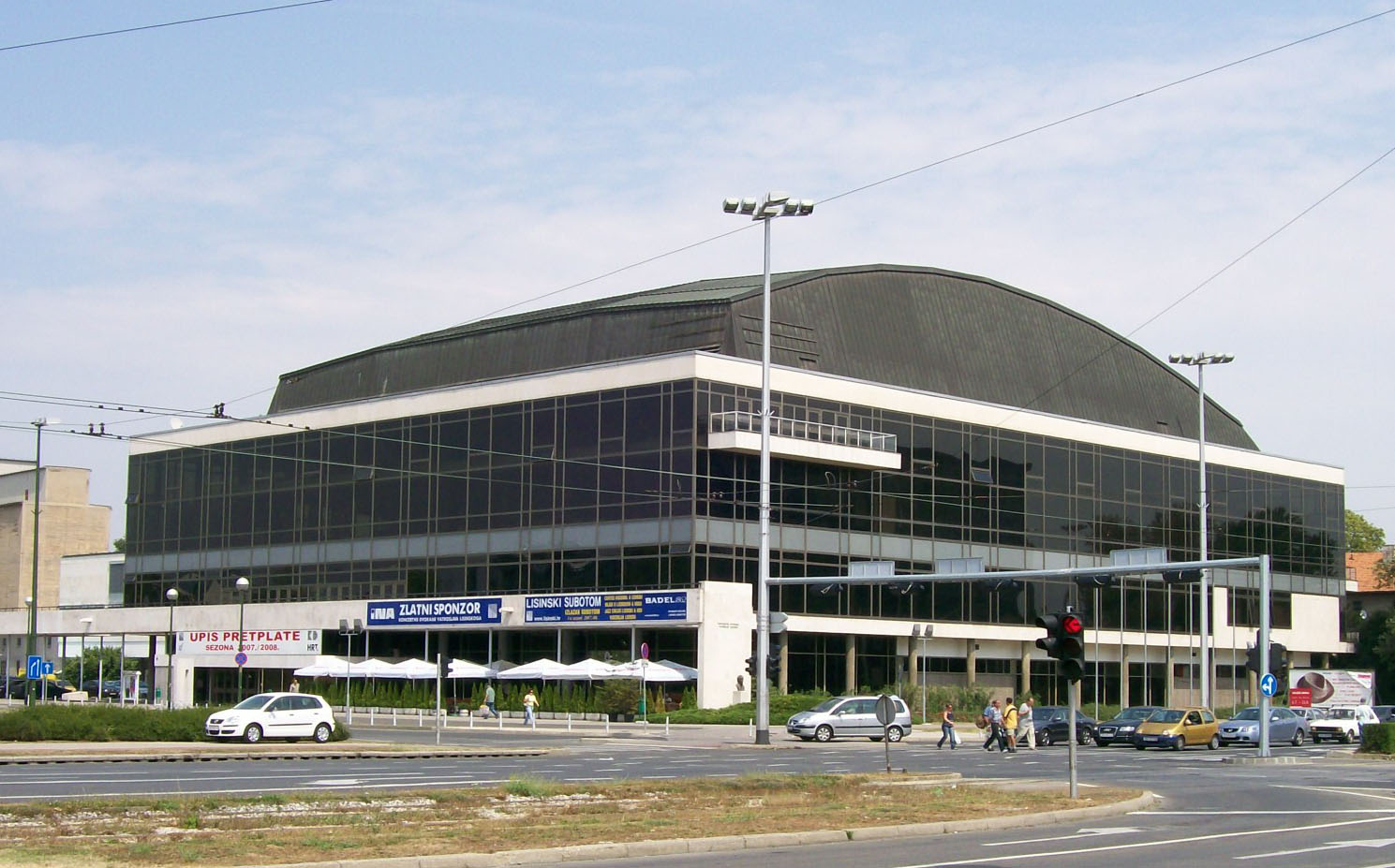
Sala de concerts Vatroslav Lisinski

L'Orquestra Filharmònica de Zagreb (Zagrebačka filharmonija, ZGF en croata) és una orquestra fundada en Zagreb (Croàcia).

## Història
En 1871 fou fundada l'orquestra en Zagreb.
En 1920 va rebre el seu nom actual.
Molts directors de primera fila han dirigit l'orquestra, com ara Friedrich Zaun, Milan Horvat, Lovro von Matačić, Mladen Bašić, Pavle Dešpalj, Kazushi Ono, Pavel Kogan, Alexander Rahbari i Vjekoslav Šutej.
Molts directors i compositors famosos també han col·laborat amb la Filharmònica de Zagreb: Bruno Walter, Leopold Stokowski, Paul Kletzki, Sir Malcolm Sargent, Kirill Kondraixin, Kurt Sanderling, Carlo Zecchi, Jean Martinon, Milan Sachs, Krešimir Baranović, Boris Papandopulo, Stjepan Šulek, Milko Kelemen, Igor Stravinski, Krzysztof Penderecki i altres.
Entre els directors convidats dels darrers anys cal destacar els següents: Dmitri Kitajenko, Lorin Maazel, Leopold Hager, Valery Gergiev, Marko Letonja, Rafael Frühbeck de Burgos, Hans Graf, Sir Neville Marriner, Berislav Klobučar, Jesús López Cobos, Peter Maxwell Davies i altres.
L'Orquestra Filharmònica de Zagreb ha fet representacions en quasi tots els països europeus, a Rússia, als Estats Units, Mèxic i Japó. Ha participat també de manera regular al Festival d'estiu de Dubrovnik i a la Bienal de Zagreb.